# Anyám! (film, 2017)
Az anyám! (mother!) Darren Aronofsky 2017-ben bemutatott pszichotrillerje-művészfilmje, Jennifer Lawrence és Javier Bardem főszereplésével. Egy allegorikus ars poeticának tekinthető alkotás. A cselekmény egy helyszínen, egy házban játszódik, mely a nő, az anya metaforikusan képszerűsített lelkivilága, melyből nem tud szabadulni, viszont tudatmódosító szerekkel tud enyhíteni sérülésein, fájdalmain. A film bemutatja, ahogy megszületik egy mű és ahogy azt a társadalom kezébe nyújtják, persze nem mindennapi módon. A lélek, ház tisztaságát, egyszerűségét a különböző színek használatával is érzékelteti.

## Szereposztás
| Szerep        | Színész           | Magyar hang        |
| ------------- | ----------------- | ------------------ |
| Anya          | Jennifer Lawrence | Törőcsik Franciska |
| Önmaga        | Javier Bardem     | Fekete Ernő        |
| Férfi         | Ed Harris         | Epres Attila       |
| Nő            | Michelle Pfeiffer | Kovács Nóra        |
| Idősebb fiú   | Domhnall Gleeson  | Czető Roland       |
| Fiatalabb fiú | Brian Gleeson     | Király Adrián      |
| Herald        | Kristen Wiig      |                    |
| Pohárnok      | Jovan Adepo       |                    |
| Zelóta        | Stephen McHattie  |                    |
| Gyógyító      | Amanda Warren     |                    |
| Hajadon       | Laurence Leboeuf  |                    |

## Rövid történet
Az egykor ünnepelt, középkorú költő és fiatal felesége egy korábban leégett, nagy viktoriánus házban élnek egy csodás mező közepén, a nő a ház körült tesz-vesz, míg a férj ihletre vár az alkotáshoz. Hamarosan furcsa vendégek érkeznek hozzájuk, a jelenlétükkel idővel pedig egyre bizarrabb, szürreálisabb események sora veszi kezdetét, melyek mind szimbolikus jelentéssel bírnak.